# Criza ostaticilor din Algeria

Harta localității In Amenas și a complexului gazifer Tigantourine

Criza de ostatici de la In Amenas a fost o criză de ostatici masivă care a început pe 16 ianuarie 2013, când un grup de militanți islamiști afiliat la al-Qaida și condus de Mokhtar Belmokhtar a luat sute de oameni ostatici la complexul gazifer Tigantourine de lângă In Amenas, Algeria. Forțele de securitate algeriene au înconjurat zona și majoritatea persoanelor au fost eliberate. Conform guvernului algerian, 38 de ostatici și 29 de militanți au fost uciși, în timp ce 685 de muncitori algerieni și alți 107 străini au fost eliberați.

## Atacul
Complexul de exploatare a gazului cunoscut sub numele de Tiguentourine se află în estul Algeriei, la aproximativ 40 km sud-vest de In Amenas în deșertul Sahara, aproape de granița cu Libia și la 1.300 km de capitala Algeriei, Alger. Acesta este operat de compania algeriană de stat Sonatrach în parteneriat cu firma britanică BP (din 1999) și firma norvegiană Statoil (din 2003).
Criza a început în dimineața zilei de 16 ianuarie 2013, când aproximativ 40 de militanți islamiști care au intrat în Algeria din nordul statului Mali au atacat un autobuz ce transporta angajații la instalația de gaze naturale de lângă In Amenas. De acolo, pasagerii luați ostatici au fost aduși în uzină.
Luarea de ostatici este legată de conflictul din Mali, fiind declanșată ca replică la deschiderea  de către Algeria a spațiului său aerian pentru avioanele franceze care au bombardat pozițiile grupurilor islamiste din Mali ce ocupă nordul țării. În schimbul siguranței ostaticilor, militanții islamiști au cerut încetarea operațiunilor militare franceze  împotriva islamiștilor din Mali.
La 17 ianuarie, grupul de intervenție specială al armatei algeriene a început un asalt cu  elicoptere asupra complexului ocupat de islamiști, fiind uciși 32 răpitori și 23 ostatici.

## Ostatici
Grupul islamist a declarat pentru o agenție de știri din Mauritania că 41 de cetățeni străini au fost răpiți. Cinci dintre ei ar fi fost ținuți în complexul de exploatare a gazelor, iar restul într-o locuință din apropiere. Conform oficialilor americani, 132 cetățeni străini au fost luați ostatici. Printre aceștia s-au numărat 13 norvegieni (4 dintre ei au evadat într-o tabără militară din apropiere), 7 americani, 5 japonezi, un irlandez, precum și cetățeni din Franța, România și Regatul Unit. Canalul de știri France 24 a difuzat părți dintr-o conversație telefonică cu un ostatic francez care a spus că a fost ținut alături de cetățenii britanici, japonezi, filipinezi și malaezieni.
Pe 17 ianuarie 2013, un oficial de securitate algerian a declarat pentru Associated Press că cel puțin 20 de străini au scăpat. Postul algerian privat de televiziune Ennahar a citat 15 ostatici străini, inclusiv doi japonezi, un cuplu francez și un irlandez care au scăpat sau au fost eliberați. Anterior, agenția de presă Algeria Press Service a raportat că aproximativ 30 de lucrătorii algerieni au reușit să se elibereze.
Potrivit oficialilor americani, 100 dintre cei 132 de cetățeni străini au scăpat sau au fost eliberați până la mijlocul zilei de 18 ianuarie. Aceleași rapoarte au arătat că 500 algerieni au fost salvați până la 18 ianuarie.  Un muncitor american a fost de asemenea confirmat mort la 18 ianuarie.

### Morți
Pe 19 ianuarie, 11 militanți și 7 ostatici au fost uciși într-un atac final de a pune capăt blocajului. Alți 16 ostatici străini au fost eliberați, inclusiv doi americani, doi germani și un portughez.
Prim-ministrul algerian Abdelmalek Sellal a declarat într-o conferință de presă pe 21 ianuarie 2013 că un ostatic algerian (un gardian de securitate) și 37 de ostatici străini provenind din opt țări diferite au murit. Cele opt țări au fost Japonia, Filipine, Regatul Unit, Norvegia, SUA, România, Malaysia și Franța.
La 24 ianuarie 2013, ostaticii uciși au fost după cum urmează:
- 10  Japonia: Tadanori Aratani, Rokuro Fuchida, Bunshiro Naito și alți 7.[21]
- 8  Filipine; 2 dispăruți[22][23][24]
- 4  Regatul Unit:  Paul Morgan și Garry Barlow din Liverpool, Kenneth Whiteside din Glenrothes, Fife și Sebastian John din Gamston[25]
- 3  SUA: Gordon Lee Rowan din Sumpter, Oregon, Victor Lynn Lovelady din Nederland, Texas care a trăit în zona orașului Houston și Frederick Buttacio din Katy, Texas.[26][27][5]
- 2  România: Mihail Bucur din Ploiești și Tiberiu Ionuț Costache din Bărcănești.[28]
- 1  Algeria
- 1  Columbia: Carlos Estrada, vicepreședinte BP pentru Africa de Nord[29][30]
- 1  Franța: Yann Desjeux din Anglet.[31]
- 1  Malaysia: Chong Chung Ngen; 1 (Tan Ping Wee) dispărut[32]

## Reacții internaționale
- Canada: Guvernul canadian a declarat: „Canada condamnă în cei mai duri termeni posibili acest atac deplorabil și laș și toate grupările teroriste care urmăresc să creeze și să perpetueze insecuritate în țările din Sahel din Africa de Vest.”[33]
- Columbia: Președintele columbian a declarat că „totul pare să indice” faptul că un cetățean columbian rezident în Marea Britanie a fost ucis.[34] Pe 19 ianuarie Guvernul Columbiei a confirmat știrea morții lui Carlos Estrada, vicepreședintele BP pentru Africa de Nord, care lucrase pentru companie mai bine de 18 ani. Domnul Estrada avea de asemenea cetățenie britanică.[35]
- Filipine: Raul Hernandez, purtătorul de cuvânt al Departamentului de Afaceri Externe, a declarat că guvernul filipinez încă verifică rapoartele conform cărora au existat cel puțin 15 filipinezi în uzină la momentul ofensivei forțelor de securitate algeriane. Hernandez a mai declarat că un filipinez a evadat din complex înainte de raid, alegându-se doar cu leziuni minore, potrivit unui ofițer de informații japonez..[36] A fost de asemenea confirmat că 6 muncitori filipinezi au fost uciși.[37]
- Franța: Oficialii de la Paris au confirmat moartea unui cetățean francez.[13]
- Iran: Televiziunea publică Press TV din Iran a realizat un reportaj intitulat „Răspunderea Vestului pentru luarea de ostatici din Algeria”, în care a fost intervievat Lawrence Freeman de la revista Executive Intelligence Review. Press TV și-a susținut concluzia conform căreia „SUA și marionetele lor, Arabia Saudită și Qatar, care au jucat în primul rând un rol în crearea rebelilor sunt cauza principală a incidentelor precum cel care a avut loc în Algeria.”[38]
- Japonia: Prim-ministrul Shinzō Abe și-a scurtat vizita în Asia de Sud pentru a reveni la Tokyo să se concentra asupra situației.[39] Compania japoneză JGC Corporation, care este implicată în producția de gaze din uzină, a organizat mai multe întâlniri cu guvernul japonez privind incidentul.[40] Ambasadorul algerian la Tokio a fost convocat pentru a oferi clarificări asupra crizei de ostatici.[41] 17 japonezi au fost luați ostatici, dintre care 9 au murit.[42]
- Malaysia: Pe 23 ianuarie 2013 ambasada Malaysiei din Alger a confirmat că inspectorul de control al calității Chong Chung Ngen - unul din cei cinci malaysieni dispăruți în urma atentatului de la In Amenas - a fost ucis, iar un alt malaysian, Tenis Tan Wee, a rămas dispărut.[43]
- Norvegia: Oficialii de la Oslo au declarat că nouă cetățeni norvegieni au fost luați ostatici, iar unul dintre ei a fost eliberat în dimineața din 18 ianuarie.[44] Norvegia a trimis o echipă de criză la ambasada sa din Alger[45] și un avion comercial transformat în spital.[46]
- Regatul Unit: Prim-ministrul David Cameron a confirmat faptul că trei cetățeni britanici au fost uciși, iar alți trei au fost presupuși morți. El a declarat că nu a fost informat în prealabil de autoritățile algeriene cu privire la o încercare de eliberare ce va avea loc în scurt timp.[47][48]
- România: Robert Cazanciuc, secretar general în Ministerul Afacerilor Externe, a declarat că printre ostatici s-a numărat și un român.[49][50] Într-o conferință de presă din 19 ianuarie, MAE a declarat că cinci cetățeni români au fost luați ostatici, unul dintre ei fiind ucis în timp ce voia să scape. Un alt bărbat a decedat câteva ore mai târziu la spital.[51] DIICOT a deschis un dosar de cercetare penală cu privire la moartea celor doi cetățeni români.[52]
- Turcia: Ministerul Afacerilor Externe din Turcia a declarat că trei cetățeni turci au supraviețuit. Ministerul a condamnat incidentul, numindu-l „un atac terorist”.[53]